# ولاية قضائية جنائية
الولاية القضائية الجنائية مصطلح يستخدم في القانون الدستوري والقانون العام لوصف سلطة المحاكم التي تعطيها صلاحية سماع التهم القضائية التي ترفعها دولة على مدعىً عليه بارتكاب جريمة أمام لجنة. لسلطة القضاء الجنائي ثلاث حالات مختلفة:
1. تنظيم العلاقة بين الدول، أو بين دولة وأخرى.
2. عندما تكون البلد فدرالية، تنظيم العلاقة بين المحاكم الفدرالية والمحاكم المحلية للولايات التي تشكل الفدرالية.
3. عندما يكون للدولة -إلى حد ما- نظام قضائي واحد وموحد، يتمثل دور ولاية القضاء الجنائي في قانون الإجراء الجنائي لتنظيم أنواع القضايا التي يفصل فيها كل نوع من أنواع المحاكم ضمن النظام القضائي. يجب أن يحاكم الناس في نفس الدول التي ارتكبوا فيها الجرم.[3]

## القضايا خارج الإقليم القضائي

### محاكم السلطة فوق الوطنية
وفقًا للقانون الدولي العام، فإن الدول المعترف بها هي ذات سيادة ضمن حدودها الإقليمية. تبنت بضع دول من بينها هولندا نهجًا توحيديًّا: أي أنها تقبل القوانين الدولية والمحلية على أنها جزء من نظام قضائي واحد، وبالتالي يحدد القانون الدولي ما إذا كانت محكمة الجنايات أو محاكم السلطة فوق الوطنية هي التي تملك الصلاحية القضائية الجنائية في منطقتها أو على مواطنيها. معظم الدول ثنائية في ذلك، بمعنى أنها تخضع للأحكام الدولية فقط في العمليات التشاركية، كتلك المحكومة باتفاقيات أو معاهدات ومؤتمرات دولية. ومن هنا، تقرر الحكومة الراهنة ذات السيادة ما إذا كانت السلطة لمحكمة سلطة فوق وطنية أم محكمة الجنايات، وإن كانت لها السلطة، فعلى أي المواضيع أو القضايا ولأي فترة من الزمن.

### الولاية القضائية خارج الإقليم في القانون الدولي
لأن كل حكومة هي السلطة العليا، يمكن لها أن تسن ما تشاء من تشريعات. وبالتالي، يمكن للدولة أ أن تشرع قانونًا يجرم -على سبيل المثال- التدخين في شوارع دولة مجاورة ولتكن الدولة ب. يمكن للدولة أ أن توظف مخبرين وتجهزهم بكاميرات مراقبة. ويمكن لهؤلاء الذهاب لجمع الأدلة في الدولة ب، وعند عودة المواطنين إلى بلدهم يمكن للدولة أ محاكمتهم لخرق القانون. لكن لا يمكن لقانون الدولة أ أن يسري بشكل مباشر في الدولة ب لأن ذلك يمس سيادة الدولة ب. وكذلك لا يمكن للدولة أ أن تطلب تسليم مواطنيها من الدولة ب ما لم تكن توافق الدولة ب بشكل رسمي (عادةً يتم ذلك عبر مفاوضات على اتفاقية تشمل الجناية المحددة).

### الجريمة الدولية
تُرتكب الجرائم العابرة للحدود في أكثر من دولة واحدة. على سبيل المثال يمكن للمتهم أن يطلق النار أو يرسل طردًا أو يكتب أو ينطق كلماتٍ في دولة ما أ، لكن أفعاله تؤثر على دولة ب. تدعي بعض الدول أن السياسة العامة تعطيها السلطة القضائية لممارسة صلاحياتها على الجرائم التي ارتكبها مواطنوها أو ارتُكبت بحق مواطنيها، حتى لو ارتُكبت تلك الجرائم خارج حدودها. ولذلك فمن أصناف الجرائم «الجريمة ضد الدولة». وهذه هي الجرائم التي تؤثر على مصالح الدولة أو إدارتها. في الحالات المتطرفة، يمكن للدولة أن ترغب في الادعاء على أحد مواطنيها بتهمة الخيانة حتى ولو ارتُكبت كل الأفعال (وإهمال الواجبات القانونية) المتعلقة بالتهمة في دولة أخرى. وبالمثل، فإذا ارتكب مواطن من الدولة أ أفعالًا تضر بالعلاقات الودية بين الدولة أ والدولة ب، يمكن تبرير ملاحقة هذا المواطن قضائيًّا مهما يكن مكان ارتكاب أفعاله تلك. يمكن ادعاء امتداد سلطة الولاية القضائية أيضًا لتشمل السفن والطائرات التي تعمل لصالح شركة يقع مقرها في الدولة المعنية، مهما يكن مكان تلك المركبات في الوقت المعني. في القانون الإنجليزي، فيما يخص جرائم القتل أو القتل غير المتعمد، تمتلك المحكمة الإنجليزية السلطة القضائية على الجرائم المرتكبة في الخارج، إذا ارتكبها مواطن بريطاني (انظر الفقرة 9 من قانون الجنايات ضد الأشخاص 1861 والفقرة 3 من قانون الجنسية البريطانية 1948). في قضية آر ضد تشيونغ (2006) AER (D) 385 كان مقدم الطعن مقيمًا في غويانا عام 1983. أطلق النار وقتل رجلًا سرق للتو زوجته وأختها. حسب القانون المحلي اتهم فقط بامتلاك سلاح ناري دون ترخيص، لكن كمواطن بريطاني، حكم عليه وفق الفقرة 9 من القانون 1861 بالسجن لتسعة عشر عامًا عقب عودته إلى إنجلترا واتهِم بارتكاب جريمة القتل. عند الاستئناف، أدين بالقتل غير العمد. على مستوى السياسة العرفية، هناك نظريتان رئيستان لتبرير فرض السلطة القضائية:

#### النظرية الافتتاحية أو الذاتية
تدعي الدولة التي تبدأ عندها سلسلة الأحداث لنفسها الولاية القضائية لأن المتهم قام بكل شيء في وسعه لارتكاب الجريمة ضمن منطقتها. بهدف النصب على ع، تكتب س رسالة تدعي فيها أنها أرملة معدمة ولها عشرة أطفال جائعون، وترسلها إلى الدولة أ. على س عندها أن تعتمد على إيصال عمال البريد لحمل الرسالة إلى ع في الدولة ب. مهما حاولت س، فإنها لا تستطيع القيام بشيء إضافي لعملية النصب، وأمر نجاحها من عدمه خارج عن إرادتها كليًّا. هناك ثلاث مسائل نظرية يمكن دراستها:
- يجب أن يتسع تعريف عناصر الركن المادي من الجريمة ليشمل السلسلة المستمرة من الأحداث. بعض الجنايات مجمدة إما زمنيًّا أو مكانيًّا لأنها تعرف إما على أنها النشاطات التي تمارَس عند حدوث الأذى (كجنايات القيادة)، أو تعرف وفقًا لعواقبها. على سبيل المثال، تعريف «الاحتيال»: هو شكل من أشكال التمثيل غير الصادق الذي يعني تحريض الضحية على فعل أو الامتناع عن فعل شيء يسبب لها الخسارة. أي شيء آخر هو تمهيدي أو سابق لهذا الحدث الفكري المفتاحي. وبالتالي، لتسهيل الادعاء على س، يجب على تعريف الجناية في الدولة أ أن يتضمن كتابة أو إرسال الرسالة في الدولة أ بالإضافة إلى تلاعب الرسالة بعقل المرسل إليه في الدولة ب.
- ستكون الدولة أ تحاكم تصرفًا يحدث ضمن حدودها ولا يكوّن الركن المادي للجريمة بأكمله، أي أنه ما لم تُقرأ الرسالة من قبل المرسل إليه وحتى ذلك الوقت، لا يمكن أن يعمل الاحتيال أو يفشل. البديل سيكون اعتبار أفعال س عند كتابة الرسالة وإرسالها بالبريد أفعالًا تمهيدية وبالتالي محاولة لارتكاب الجرم. يكون هذا معقولًا إذا فشلت الرسالة في إقناع ع، لكنه غير منطقي لو حرضت الرسالة ع فعلًا على إرسال شيك إلى س.
- السياسة التي أدت بالدولة أ لتجريم الركن المادي للجريمة يجب أن تبرر الادعاء حتى ولو لم يحدث ضرر فعلي أو إصابة فعلية لشخص مقيم ضمن منطقة الدولة أ. المبرر المعتاد لتجريم أي مجموعة أفعال أو امتناعات عن الأفعال هو الردع لحماية المواطنين المحليين. ليس من المعتاد أن تحمي سياسة الدولة أ مواطني الدولة ب من الأذى: ينشأ هذا الواجب من العقد الاجتماعي بين الدولة ب ومواطنيها.